# ستيرات الزنك
 ستيرات الزنك  أو شمعات الخارصين مركب كيميائي له الصيغة Zn(C18H35O2)2، ويكون على شكل مسحوق أبيض، وهو ملح الزنك لحمض الشمع (حمض الستيريك).

## الخواص
- إن مركب ستيرات الزنك غير منحل في الماء، كما لا ينحل في الإيثانول ولا في ثنائي إيثيل الإيثر. بالمقابل فإنه ينحل في البنزين والزايلين والتولوين.[3]
- يتميز ستيرات الزنك نتيجة وجود السلسلة الهيدروكربونية الطويلة بخواص دافعة للماء.
- بتسخين المركب إلى درجات حرارة عالية يتشكل أكسيد الزنك.

## الاستخدامات
- يستخدم في الصناعات البلاستيكية والمطاطية كعامل إطلاق Release agent .
- يستخدم كمزلق Lubricant في تحضير مستحضرات التجميل وذلك كي يحسن من القوام [4]